# Odiseo Bichir
Odiseo Bichir Nájera (ur. 3 maja 1960 w Meksyku) – meksykański aktor filmowy i telewizyjny.

## Życiorys
Urodził się w Meksyku jako najstarszy z trzech synów aktorki Maríi de la Cruz Nájera Botello i aktora / reżysera teatralnego Alejandro Bichira. Jego dwaj młodsi bracia – Demián (ur. 1 sierpnia 1963) i Bruno (ur. 6 października 1967) są także aktorami.

## Filmografia
- 1990: Gdzie serce twoje jako Carlos
- 1995: Maria z przedmieścia jako Renato Jerez
- 1996: Płonąca pochodnia jako Fray Servando Teresa de Mier
- 1998−1999: Daniela i przyjaciele jako Joel Castillo
- 2004: Grzesznica (Amarte es mi pecado) jako Sergio Samaniego
- 2010–2011: Kiedy się zakocham... jako dr Álvaro Nesme
- 2012−2013: La mujer del Vendaval jako Mateo Reyna